# Thizzy52
Thizzy52 (* in Kinshasa, Demokratische Republik Kongo) ist ein kongolesischer Rapper.

## Leben
Thizzy52 kam im Alter von drei Jahren aus der Demokratischen Republik Kongo nach Belgien, wo er in der deutschsprachigen Gemeinde Kelmis lebte. Später zog er nach Aachen. Ursprünglich wollte er Fußballer werden, gab dies jedoch nach einem Kreuzbandriss auf. Ein weiterer Künstlername ist ThizzyvomBlock(TVB), auch der Name seines ersten Songs, den er am 3. Dezember 2021 veröffentlichte. Später nahm ihn das Medienunternehmen STRM unter Vertrag. 2023 erschien sein erstes Album Rebell. 2024 trat er auf dem Splash! auf.
Der Durchbruch gelingt ihm 2025 mit dem Track Mayi, der auf Platz 67 der deutschen Singlecharts landete.

## Musikstil
Thizzy52 kombiniert Trap und Hip-Hop mit Elementen des kongolesischen Musikstils Ndombolo.

## Diskografie

### Alben
- 2023: Rebell (STRM)

### Singles
- 2021: Thizzy vom Block
- 2022: Vom Block #2
- 2022: Cadeau
- 2022: Vom Block #3
- 2022: Gameboy
- 2023: Kieferbruch
- 2023: Block
- 2023: Rein raus
- 2023: Parajumpers
- 2024: Cest Réel (mit Maauvaisdjoo, Prettyfacecapi & 5051Kartell)
- 2024: Watch Me (mit Eljero Winchester)
- 2024: Tech Fleece (mit YGT, 43 & Yaya)
- 2024: Tam Lesh
- 2024: Silence (mit cj406)
- 2024: 100 Push Ups
- 2025: Pour la Famille
- 2025: Junge Macher (mit Mali)
- 2025: Mayi
- 2025: Movie